# Betula lanata
Betula lanata är en björkväxtart som först beskrevs av Eduard August von Regel, och fick sitt nu gällande namn av Viktor Nikolayevich Vassiljev. Betula lanata ingår i släktet björkar, och familjen björkväxter. Inga underarter finns listade.